# Nazionale maschile di hockey su ghiaccio del Canada
La nazionale di hockey su ghiaccio maschile del Canada è controllata da Hockey Canada, la federazione canadese di hockey su ghiaccio, ed è la selezione che rappresenta il paese nelle competizioni internazionali di questo sport.
È una delle squadre guida di questo sport, avendo vinto più di ogni altra: 9 medaglie d'oro alle olimpiadi, 26 ai mondiali, 4 Canada Cup sulle 5 disputate e una World Cup of Hockey.
Un lungo periodo di crisi la nazionale canadese lo visse tra il 1954 e il 1991 (4 mondiali e nessuna olimpiade vinta), quando dominavano le nazionali sovietica, cecoslovacca e svedese. Questo in parte poiché i migliori giocatori canadesi professionisti non erano in grado di partecipare alle competizioni internazionali perché impegnati con le rispettive squadre NHL (anche se è da ricordare che la nazionale del 1998, composta tutta di giocatori NHL, fallì l'obiettivo di vincere una medaglia). Prima del 1977 era addirittura vietata ai professionisti la partecipazione.
Prima della affermazione dell'Unione Sovietica, il Canada dominava letteralmente la scena (sei ori olimpici su sette prima del 1956, e 13 vittorie mondiali).

## Risultati

### Campionati del mondo
| Edizione | Sede                                         | Piazzamento                                               |        |
| -------- | -------------------------------------------- | --------------------------------------------------------- | ------ |
| 1920     | Anversa (Olimpiadi invernali)                | 1º posto                                                  | roster |
| 1924     | Chamonix (Olimpiadi invernali)               | 1º posto                                                  | roster |
| 1928     | Sankt Moritz (Olimpiadi invernali)           | 1º posto                                                  | roster |
| 1930     | Chamonix Vienna Berlino                      | 1º posto                                                  | roster |
| 1931     | Krynica                                      | 1º posto                                                  | roster |
| 1932     | Lake Placid (Olimpiadi invernali)            | 1º posto                                                  | roster |
| 1933     | Praga                                        | 2º posto                                                  | roster |
| 1934     | Milano                                       | 1º posto                                                  | roster |
| 1935     | Davos                                        | 1º posto                                                  | roster |
| 1936     | Garmisch-Partenkirchen (Olimpiadi invernali) | 2º posto                                                  | roster |
| 1937     | Londra                                       | 1º posto                                                  | roster |
| 1938     | Praga                                        | 1º posto                                                  | roster |
| 1939     | Basilea e Zurigo                             | 1º posto                                                  | roster |
| 1947     |                                              | n/d                                                       |        |
| 1948     | Sankt Moritz (Olimpiadi invernali)           | 1º posto                                                  | roster |
| 1949     | Stoccolma                                    | 2º posto                                                  | roster |
| 1950     | Londra                                       | 1º posto                                                  | roster |
| 1951     | Parigi                                       | 1º posto                                                  | roster |
| 1952     | Oslo (Olimpiadi invernali)                   | 1º posto                                                  | roster |
| 1953     |                                              | n/d                                                       |        |
| 1954     | Stoccolma                                    | 2º posto                                                  | roster |
| 1955     | Colonia, Düsseldorf, Krefeld e Dortmund      | 1º posto                                                  | roster |
| 1956     | Cortina d'Ampezzo (Olimpiadi invernali)      | 3º posto                                                  | roster |
| 1957     |                                              | n/d                                                       |        |
| 1958     | Oslo                                         | 1º posto                                                  | roster |
| 1959     | Cecoslovacchia                               | 1º posto                                                  | roster |
| 1960     | Squaw Valley (Olimpiadi invernali)           | 2º posto                                                  | roster |
| 1961     | Ginevra e Losanna                            | 1º posto                                                  | roster |
| 1962     | Colorado Springs e Denver                    | 2º posto                                                  | roster |
| 1963     | Stoccolma                                    | 4º posto                                                  | roster |
| 1964     | Innsbruck (Olimpiadi invernali)              | 4º posto                                                  | roster |
| 1965     | Tampere                                      | 4º posto                                                  | roster |
| 1966     | Lubiana                                      | 3º posto                                                  | roster |
| 1967     | Vienna                                       | 3º posto                                                  | roster |
| 1968     | Grenoble (Olimpiadi invernali)               | 3º posto                                                  | roster |
| 1969     | Stoccolma                                    | 4º posto                                                  | roster |
| 1970     |                                              | n/d                                                       |        |
| 1971     |                                              | n/d                                                       |        |
| 1972     |                                              | n/d                                                       |        |
| 1973     |                                              | n/d                                                       |        |
| 1974     |                                              | n/d                                                       |        |
| 1975     |                                              | n/d                                                       |        |
| 1976     |                                              | n/d                                                       |        |
| 1977     | Vienna                                       | 4º posto                                                  | roster |
| 1978     | Praga                                        | 3º posto                                                  | roster |
| 1979     | Mosca                                        | 4º posto                                                  | roster |
| 1981     | Göteborg                                     | 4º posto                                                  | roster |
| 1982     | Helsinki e Tampere                           | 3º posto                                                  | roster |
| 1983     | Dortmund, Düsseldorf e Monaco di Baviera     | 3º posto                                                  | roster |
| 1985     | Praga                                        | 2º posto                                                  | roster |
| 1986     | Mosca                                        | 3º posto                                                  | roster |
| 1987     | Vienna                                       | 4º posto                                                  | roster |
| 1989     | Stoccolma e Södertälje                       | 2º posto                                                  | roster |
| 1990     | Berna e Friburgo                             | 4º posto                                                  | roster |
| 1991     | Turku, Tampere e Helsinki                    | 2º posto                                                  | roster |
| 1992     | Praga e Bratislava                           | 7º posto                                                  | roster |
| 1993     | Monaco di Baviera e Dortmund                 | 4º posto                                                  | roster |
| 1994     | Bolzano, Canazei e Milano                    | 1º posto                                                  | roster |
| 1995     | Stoccolma e Gävle                            | 3º posto                                                  | roster |
| 1996     | Vienna                                       | 2º posto                                                  | roster |
| 1997     | Helsinki, Tampere e Turku                    | 1º posto                                                  | roster |
| 1998     | Zurigo e Basilea                             | 6º posto                                                  | roster |
| 1999     | Oslo, Hamar e Lillehammer                    | 4º posto                                                  | roster |
| 2000     | San Pietroburgo                              | 4º posto                                                  | roster |
| 2001     | Colonia, Norimberga e Hannover               | 5º posto                                                  | roster |
| 2002     | Göteborg, Jönköping e Karlstad               | 6º posto                                                  | roster |
| 2003     | Helsinki, Tampere e Turku                    | 1º posto                                                  | roster |
| 2004     | Praga e Ostrava                              | 1º posto                                                  | roster |
| 2005     | Vienna e Innsbruck                           | 2º posto                                                  | roster |
| 2006     | Riga                                         | 4º posto                                                  | roster |
| 2007     | Mosca e Mytišči                              | 1º posto                                                  | roster |
| 2008     | Québec e Halifax                             | 2º posto                                                  | roster |
| 2009     | Berna e Kloten                               | 2º posto                                                  | roster |
| 2010     | Colonia, Mannheim e Gelsenkirchen            | 7º posto                                                  | roster |
| 2011     | Bratislava e Košice                          | 5º posto                                                  | roster |
| 2012     | Helsinki e Stoccolma                         | 5º posto                                                  | roster |
| 2013     | Stoccolma e Helsinki                         | 5º posto                                                  | roster |
| 2014     | Minsk                                        | 5º posto                                                  | roster |
| 2015     | Praga e Ostrava                              | 1º posto                                                  | roster |
| 2016     | Mosca e San Pietroburgo                      | 1º posto                                                  | roster |
| 2017     | Colonia e Parigi                             | 2º posto                                                  | roster |
| 2018     | Copenaghen e Herning                         | 4º posto                                                  | roster |
| 2019     | Bratislava e Košice                          | 2º posto                                                  | roster |
| 2020     |                                              | Competizioni annullate a causa della pandemia di COVID-19 |        |
| 2021     | Riga                                         | 1º posto                                                  | roster |

### Olimpiadi
| Edizione | Sede                   | Piazzamento |        |
| -------- | ---------------------- | ----------- | ------ |
| 1920     | Anversa                | 1º posto    | roster |
| 1924     | Chamonix               | 1º posto    | roster |
| 1928     | Sankt Moritz           | 1º posto    | roster |
| 1932     | Lake Placid            | 1º posto    | roster |
| 1936     | Garmisch-Partenkirchen | 2º posto    | roster |
| 1948     | Sankt Moritz           | 1º posto    | roster |
| 1952     | Oslo                   | 1º posto    | roster |
| 1956     | Cortina d'Ampezzo      | 3º posto    | roster |
| 1960     | Squaw Valley           | 2º posto    | roster |
| 1964     | Innsbruck              | 4º posto    | roster |
| 1968     | Grenoble               | 3º posto    | roster |
| 1972     | Sapporo                | n/d         |        |
| 1976     | Innsbruck              | n/d         |        |
| 1980     | Lake Placid            | 6º posto    | roster |
| 1984     | Sarajevo               | 4º posto    | roster |
| 1988     | Calgary                | 4º posto    | roster |
| 1992     | Albertville            | 2º posto    | roster |
| 1994     | Lillehammer            | 2º posto    | roster |
| 1998     | Nagano                 | 4º posto    | roster |
| 2002     | Salt Lake City         | 1º posto    | roster |
| 2006     | Torino                 | 7º posto    | roster |
| 2010     | Vancouver              | 1º posto    | roster |
| 2014     | Soči                   | 1º posto    | roster |
| 2018     | Pyeongchang            | 3º posto    | roster |

### Canada Cup e World Cup of Hockey
| Anno | Competizione        | Sede                                                                                               | Piazzamento |        |
| ---- | ------------------- | -------------------------------------------------------------------------------------------------- | ----------- | ------ |
| 1976 | Canada Cup          | Ottawa, Toronto, Montréal Filadelfia                                                               | 1º posto    | roster |
| 1981 | Canada Cup          | Edmonton, Winnipeg, Montréal e Ottawa                                                              | 2º posto    | roster |
| 1984 | Canada Cup          | Halifax, Montréal, London, Edmonton, Vancouver, Calgary Buffalo                                    | 1º posto    | roster |
| 1987 | Canada Cup          | Calgary, Hamilton, Regina, Sydney, Montréal Hartford                                               | 1º posto    | roster |
| 1991 | Canada Cup          | Toronto, Hamilton, Saskatoon, Montréal, Québec Pittsburgh, Detroit e Chicago                       | 1º posto    | roster |
| 1996 | World Cup of Hockey | Vancouver, Ottawa e Montréal New York e Filadelfia Stoccolma Helsinki Garmisch-Partenkirchen Praga | 2º posto    | roster |
| 2004 | World Cup of Hockey | Toronto e Montréal Saint Paul Stoccolma Helsinki Colonia Praga                                     | 1º posto    | roster |
| 2016 | World Cup of Hockey | Toronto                                                                                            | 1º posto    | roster |

### Coppa Spengler
Il Team Canada ha partecipato a numerose edizioni della prestigiosa Coppa Spengler di Davos, vincendone 16: 1984, 1986, 1987, 1992, 1995, 1996, 1997, 1998, 2002, 2003, 2007, 2012, 2015, 2016, 2017 e 2019.